# Monte Narodnaya
O monte Narodnaya (em russo:  Гора́ Наро́дная, que significa "montanha do povo") é a montanha mais alta dos montes Urais.
É o ponto da Rússia Europeia mais alto fora do Cáucaso. Tal faz com que tenha um grande valor de proeminência topográfica (o ponto de sela está no Cazaquistão) e também de isolamento topográfico, superior a 1800 km.
O monte Narodnaya fica na divisória de águas dos Urais, e define a fronteira entre Europa e Ásia. O rio Naroda corre para sudeste a partir do cume, desaguando no rio Ob na Sibéria, e o rio Kos'yu corre para noroeste para o rio Pechora, na Europa.
O monte Narodnaya  pertence administrativamente ao distrito autónomo dos Khantys-Mansis do oblast de Tiumen, a somente 500 m a leste da fronteira com a República de Komi. No cume há pequenos glaciares. As encostas do monte estão cobertas por tundra e no sopé há bosques de coníferas (lariço e bétula).